# Max Neumann
Pour les articles homonymes, voir Neumann.
Max Neumann, né en 1949 à Sarrebruck (Allemagne), est un artiste peintre allemand.

## Biographie
Max Neumann étudie à la Werkkunstschule Saarbrücken de 1969 à 1970. Dans le même temps, s'implique dans la Galerie Am Neumarkt et est membre du groupe d'artistes Werkstatt Koop. Il étudie ensuite à l'Académie des Beaux-Arts de Karlsruhe de 1970 à 1973 et de 1974 à 1976 à l'Académie des Beaux-Arts de Berlin. En 1976, il est étudiant à la maîtrise de Martin Engelman,.
De 1987 à 1988, il est professeur invité à l'Académie des beaux-arts de Karlsruhe.
Max Neumann est membre de l'Association allemande des artistes. Il vit à Berlin.

## Récompenses et distinctions
- 1982 : Charlottenburger Kunstpreis
- 1983 : lauréat du BDI (Fédération de l'industrie allemande)
- 1984 : prix Rubens de la ville de Siegen
- 1986 : bourse Villa Romana
- 1991 : Prix d'art des artistes de Düsseldorf
- 2003 : prix d'art Iserlohn
- 2004 : Grand Prix de SAS le Prince Rainier III de Monaco